# Фракійський вершник

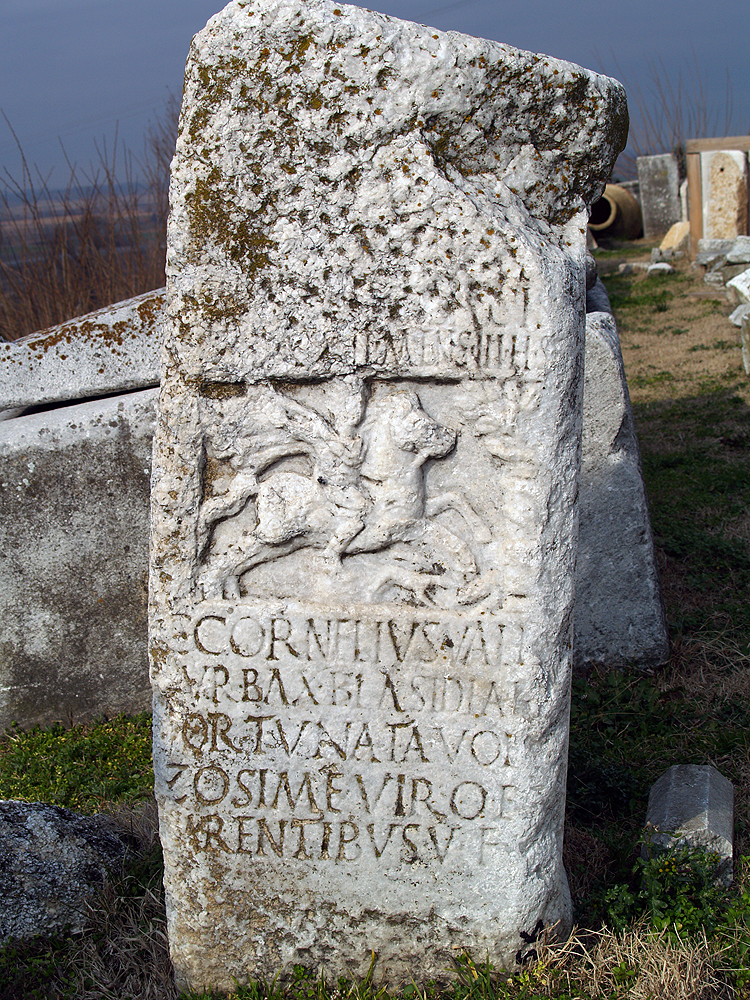
Вівтар фракійського вершника з латинською посвятою. Археологічний музей, Філіппи.

Фракійський вершник — об'єкт поклоніння, що був поширений в давній Фракії . Відомий в основному за скульптурами і написами, що відносяться до періоду з IV століття до н. е. по поч. IV століття н. е.
У грецьких і римських написах його називають «героєм» (часто hērōs або heros, рідше hērōn, heron, eron). Ім'я фракійського вершника можливо походить від фракійського слова «герой» — *ierus або *iarus, має кельтські паралелі, що підтверджує аналогію між цим фракійським божеством і грецькими героями. Найдавніші пам'ятки фракійському вершнику належать до IV століття до н. е., але його культ мав найбільше поширення у Фракії і Нижній Мезії у II—III ст. н. е. Римська іконографія того часу показує, що він ототожнювався з Асклепієм, Аполлоном, Діонісом, Сільваном та іншими божествами. При його описі використовувалися такі епітети, як sōtēr («рятівник») і iatros («цілитель»). В районі сучасної Варни фракійськийский вершник був відомий під ім'ям Дарзалас (Darzalas) і його описували як μέγας θεός («великий бог»).

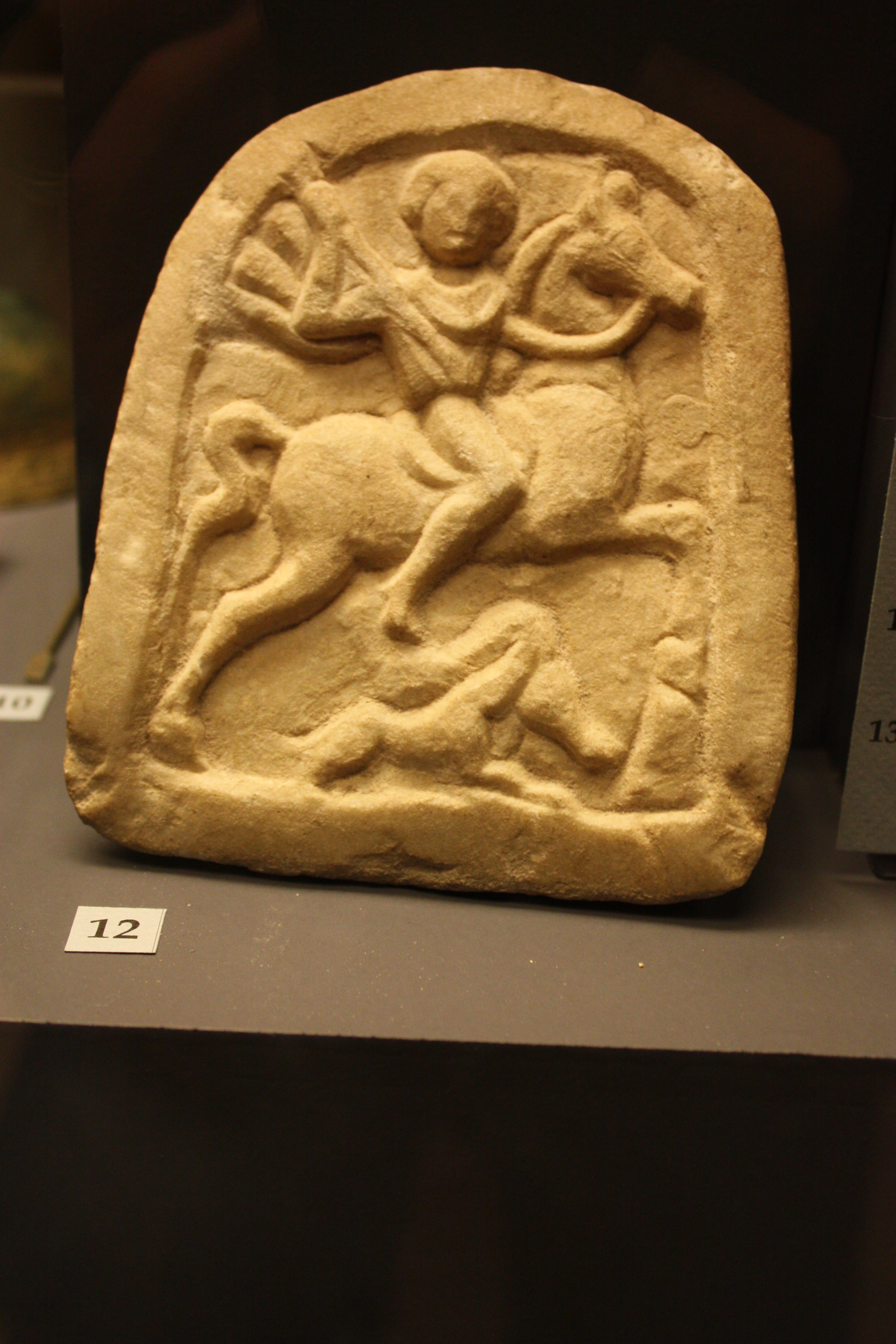
Рельєф із зображенням фракійського вершника. Національний історичний музей Болгарії.

Збережені рельєфи і статуетки ставилися або до поховального культу або до ритуалам дачі обітниці. Вершник зазвичай зображується зліва направо перед деревом із обвитим змієм.
З клятвених написів відомі імена учасників культу. 61 % імен з Нижньої Мезії і Дакії є грецькими або греко-римськими, 34 % — римськими і лише 5 % — фракійськими або фрако-римськими, тобто більшість адептів культу з Нижньої Мезії були греками.
Мало відомо про сам культ, який найімовірніше був комбінацією грецьких і фракійських вірувань. Під час свого найвищого розквіту він був пов'язаний з ідеєю життя після смерті і цілительства. Культ був поширений у Фракії і Нижній Мезії, а його прихильниками були люди різного соціального статусу та етнічного походження. Немає даних про те, що культ фракійського вершника коли-небудь мав містеріальний характер з таємними товариствами та сувору ієрархію.
У першій половині IV століття н. е. культ фракійського вершника трансформувався в шанування святого Юрія, а характерна для нього іконографія продовжувала використовуватися при зображенні св. Юрія, що вражає змія (дракона).